# Mercedes Escribano Pérez
Mercedes Escribano Pérez (Valdeganga, 21 de septiembre de 1888-Madrid, 19 de octubre de 1958) fue una pedagoga y docente española.

## Trayectoria
Escribano nació en el Balneario de Valdeganga, donde su padre, Aquilino Reyes Escribano Domínguez, era médico de baños y director. Su padre era natural de San Lorenzo de la Parrilla, y su madre, Mercedes Pérez Griñón, natural de Madrid. Quedó huérfana de madre siendo niña y pasó su infancia en internados en Madrid, Toledo y Huesca.
Estudió en la Escuela de Estudios Superiores de Magisterio de Madrid. Terminó sus estudios en 1914, con una memoria de fin de carrera titulada Influencia del trabajo de la mujer sobre la mortalidad infantil, dirigida por el antropólogo Luis de Hoyos Sainz. Fue profesora de Geografía e Historia en la Escuela normal superior de maestras de Burgos desde 1915 hasta 1920, donde llegó a ser directora del centro.
Después, Escribano fue trasladada a Cuenca donde obtuvo la cátedra de Geografía e Historia en la Normal de Magisterio, que desempeñó desde 1920 hasta 1940. En ese año sufrió un proceso de depuración franquista y fue sancionada con suspensión de empleo y sueldo por dos años e inhabilitación para el ejercicio de cargos directivos y de confianza. En 1942, tomó posesión en la Escuela de Magisterio "Isabel la Católica" de Ciudad Real, donde permaneció hasta su jubilación en 1957. 
Murió en Madrid, el 19 de octubre de 1958.

## Obra
Muy interesada por la Geografía humana, su pedagogía preconiza la educación por el interés y la adquisición de conocimientos en disciplinas precisas. En la década de los años 30 tuvo, junto a su marido Valentín Aranda Rubiales, inspector de enseñanza y de su misma promoción de estudios, una proyección pública que desapareció tras la Guerra civil. Tuvo una amplia conciencia social y creó en Cuenca junto a Aranda el programa de la Gota de Leche, además de dirigir un ropero infantil, realizar escuelas de madres y defender la necesidad de las colonias escolares. 
También junto a su marido, organizó en 1932 la Primera Semana Pedagógica Conquense, que contó entre otros con los políticos Rodolfo Llopis y Fernando de los Ríos, entonces ministro de Instrucción Pública. De dichas jornadas, salió publicada su intervención: «La Geografía en la Escuela».
Escribió artículos en la prensa a lo largo de toda su vida, que firmó, en ocasiones, con el seudónimo de Una Mujer, donde exponía sus ideas sobre la enseñanza y la formación de la mujer. También escribió poesía, narraciones y cuentos infantiles, algunos de los cuales fueron publicados en 2008.